# Ligne de Rosheim à Saint-Nabor
La ligne de Rosheim à Saint-Nabor est une ancienne ligne de chemin de fer française du Bas-Rhin. Elle reliait la gare de Rosheim aux carrières de Saint-Nabor, au pied du Mont Sainte-Odile.
Propriété du Conseil départemental du Bas-Rhin, la ligne ne faisait pas partie du réseau ferré national.

## Historique

### Construction et exploitation commerciale
La ligne, d'une longueur de 12 km, est construite par la société allemande Vering und Waechter et mise en service le 20 juillet 1902. Elle est avant tout destinée à l'évacuation des roches des carrières de Saint-Nabor vers la plaine mais un service voyageurs est également assuré.
Lors du retour à la France de l'Alsace-Lorraine en 1918, les carrières et la ligne sont confiées au département du Bas-Rhin. À partir de 1923, c'est la Compagnie des transports strasbourgeois (CTS) qui est chargée d'assurer le service voyageurs.
Vers 1930, un projet d'embranchement vers Klingenthal et sa Manufacture Royale d’Armes Blanches est envisagé mais sera finalement annulé pour des raisons économiques.
En 1938, un autorail diesel remplace le train à vapeur pour le service voyageurs.
Le service voyageurs est assuré jusqu'au 31 mars 1954. Il est ensuite remplacé par une desserte routière en autobus. Les derniers engins ayant effectué le service voyageurs sur la ligne étaient des autorails Renault type ZO de 120 CV diesel construits en juin 1934.

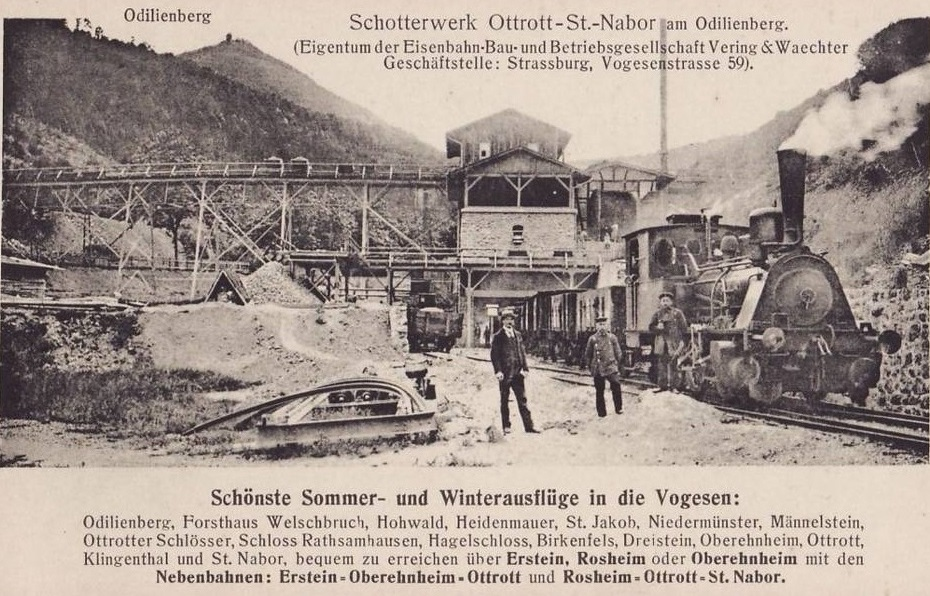
La locomotive T3 Borsig aux carrières d'Ottrott-Saint-Nabor, début du XXe siècle.
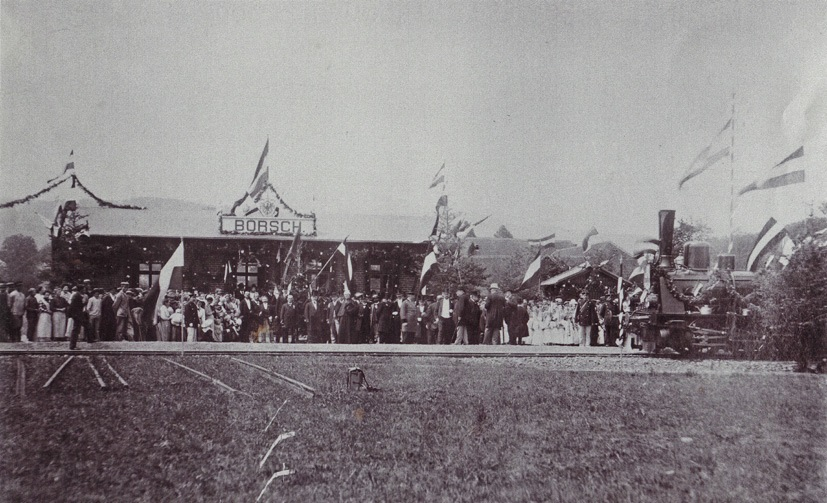
La gare de Bœrsch lors de l'inauguration de la ligne.
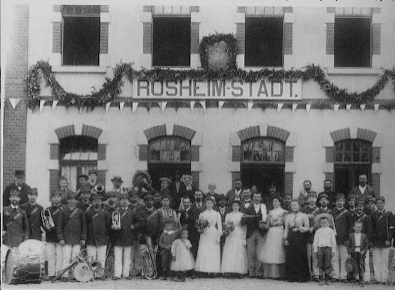
Inauguration de la gare de Rosheim-Ville.

### Train touristique
De 1969 à 1987, un train touristique, le « Train folklorique de Rosheim à Ottrott » (« S'Bimel-Bähnel » en alsacien), circule sur la ligne une dizaine de jours par an en juillet et août. Il est emprunté par 3 000 à 4 000 touristes chaque année. Le train est assuré par une locomotive à vapeur Borsig T3 (de), un ancien wagon postal (originaires de la ligne) et des anciennes voitures SNCF modernisées. La desserte des carrières se fait avec des wagons trémies et des locotracteurs Renault.
En 1985, la locomotive Borsig T3 de 1906 est  Classé MH (1985). Deux voitures type Romilly, servant à l'exploitation sont elles protégées en 1994  Classé MH (1994). En 2010 le fourgon-postal est  Inscrit MH (2010).

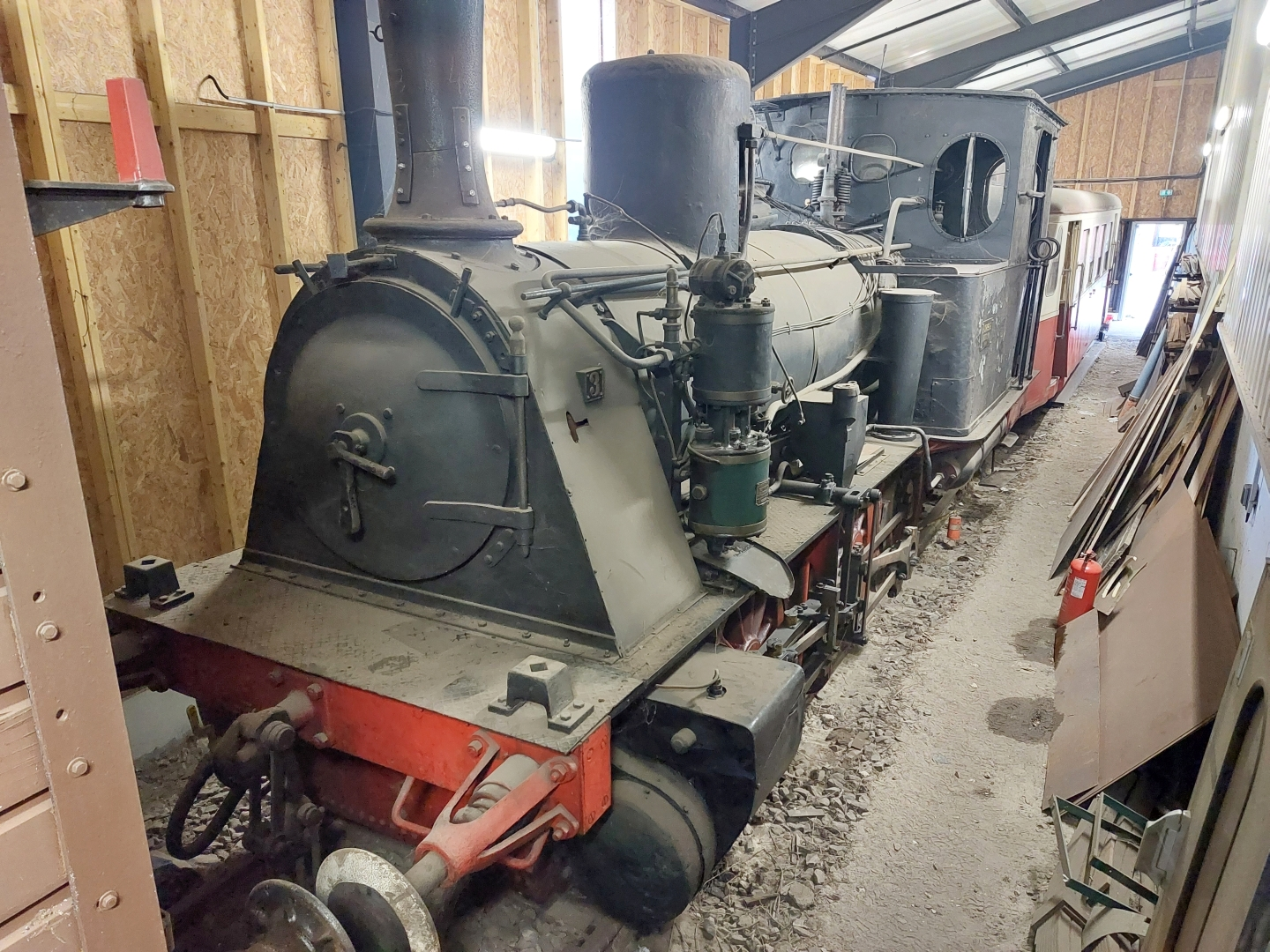
La locomotive Borsig garée en attente de restauration au Train des Mouettes.
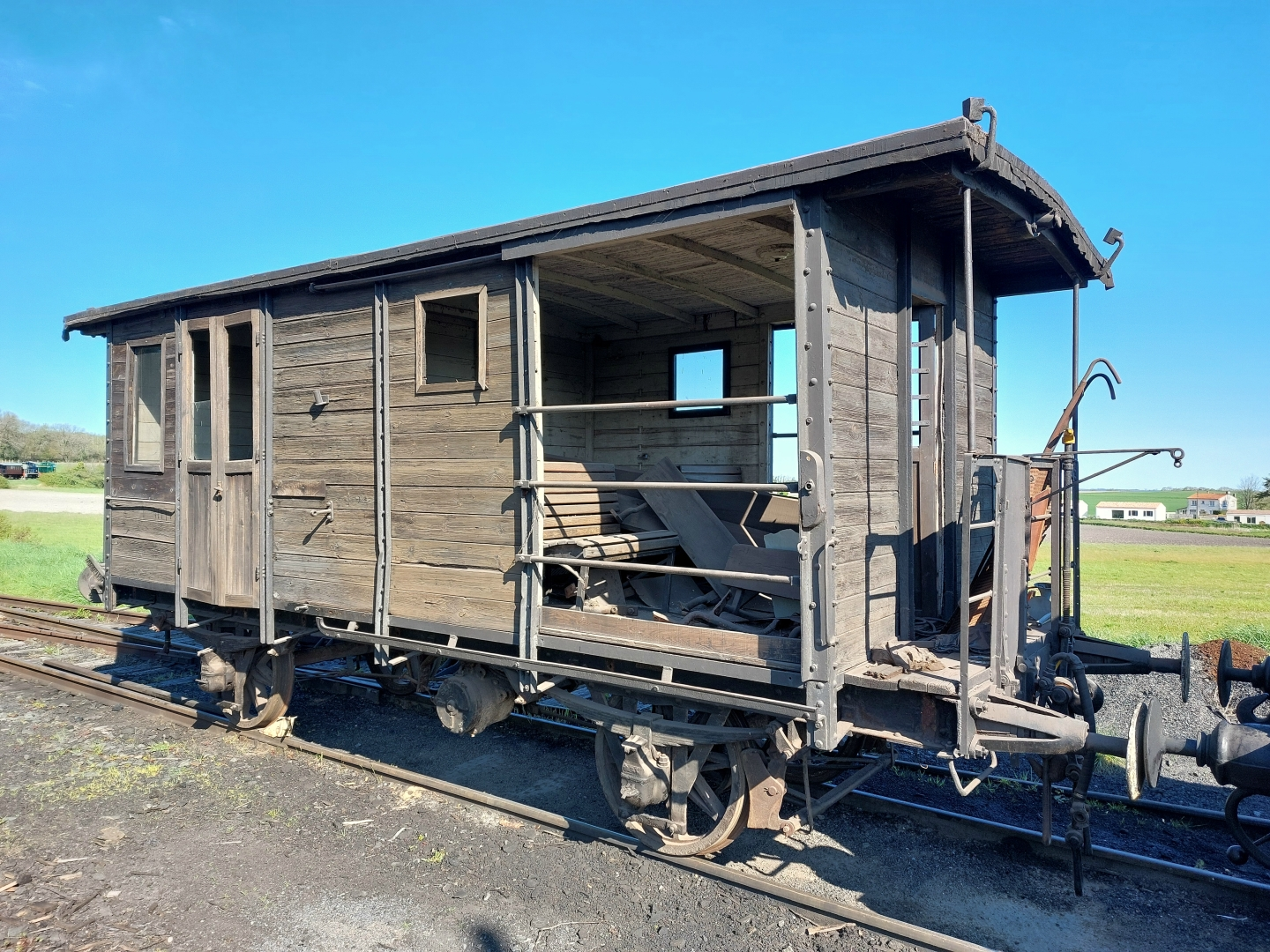
Le fourgon-postal Van der Zypen & Charlier au Train des Mouettes.

### Fermeture, projets et voie verte
En 1988, les carrières de Saint-Nabor, en difficultés financières, cessent de financer le train touristique. Celui-ci est alors contraint d'arrêter son exploitation. Les carrières sont définitivement fermées en 2002. La ligne est alors inexploitée.
En 2007-2008, il est question d'une remise en état de la ligne en vue du chantier de sécurisation des carrières. Le projet est finalement annulé.
En 2007, la locomotive Borsig et le wagon postal ont été transférés d’Ottrott au dépôt de la CTS de Strasbourg-Kibitzenau.
Plusieurs projets sont proposés : la ligne pourrait être réhabilitée afin de créer une liaison ferroviaire vers le Mont Sainte-Odile. Un autre projet préconise la dépose de la voie et le réaménagement de la plate-forme en piste cyclable.
Une page Facebook pour la remise en service de la ligne est créée en 2014, suivie par un site internet en octobre 2015. Une pétition est également lancée en mars 2016.
En février 2017, la communauté de communes des Portes de Rosheim (désormais propriétaire de l'emprise ferroviaire) annonce la dépose de la voie pour la fin de l'année malgré l'opposition des maires d'Ottrott et de Saint-Nabor. Une voie verte, aménagée par une équipe de paysagistes, doit alors remplacer l'ancienne voie ferrée. Le 16 février 2017, la locomotive Borsig et le wagon postal, stockés au dépôt CTS de la Kibitzenau depuis près de dix ans, sont transférés en Charente-Maritime par convoi spécial. Prêtés par Alsace Destination Tourisme au Train des mouettes, la locomotive et son wagon seront restaurés par l'association Trains et traction,.
Les travaux d'aménagement de la voie verte démarrent en novembre 2018, son inauguration a lieu en octobre 2019.

## Description

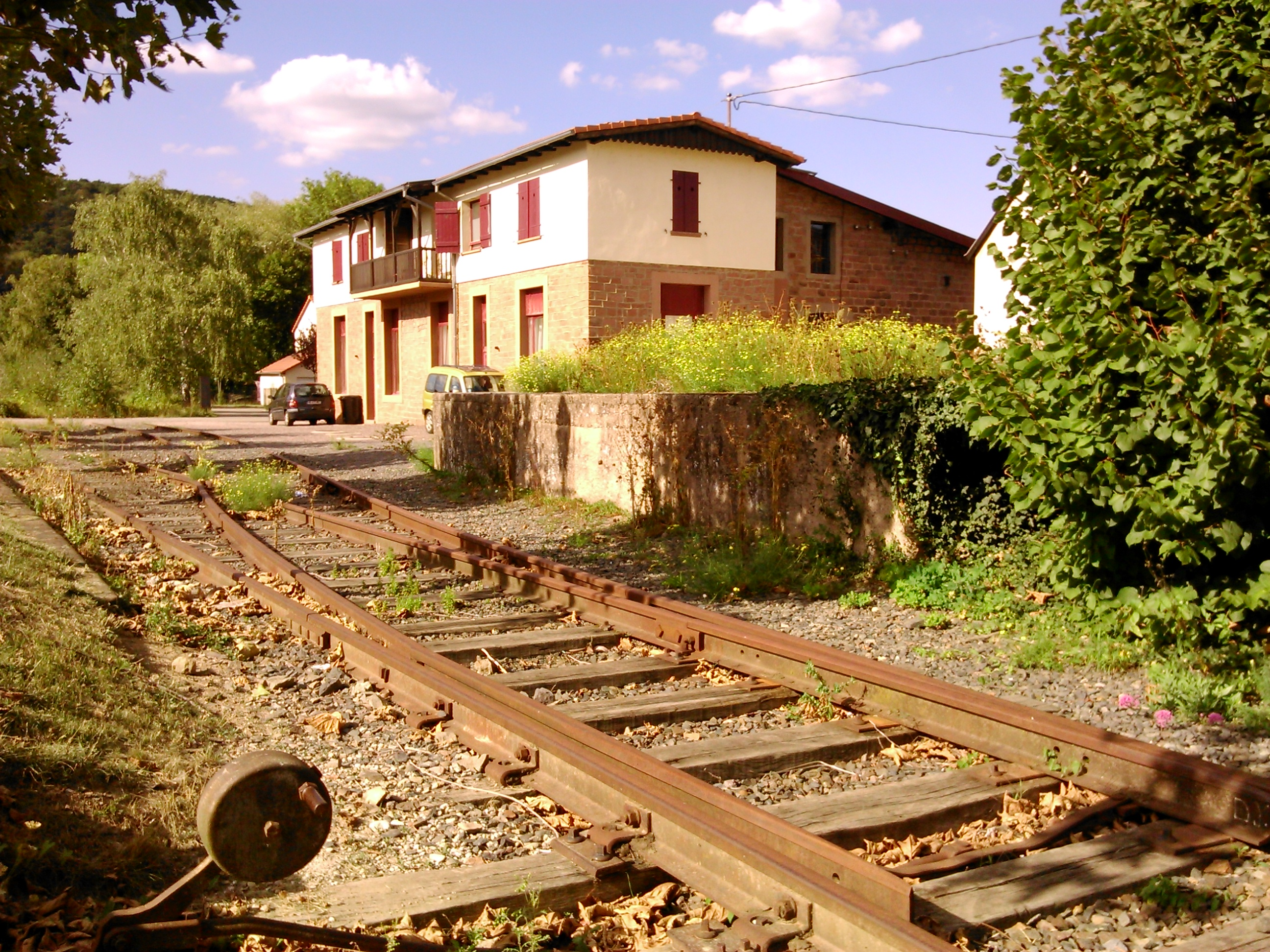
L'ancien dépôt à Ottrott.

La ligne se séparait de la ligne de Sélestat à Molsheim peu avant la gare SNCF de Rosheim et desservait les gares et haltes de Rosheim-Ville, Bœrsch, Saint-Léonard, Ottrott et Saint-Nabor. La gare de Rosheim-Ville a été détruite en 1974, de même que celles de Bœrsch et d'Ottrott. L'ancien dépôt ainsi qu'une grue de transbordement, une grue à eau, une balance et des quais de chargement subsistent à Ottrott.

## Sources
- « Ottrott - Rosheim » sur le forum LR Presse. Photos et documents d'époque.
- Blog « Autour du Mont Sainte-Odile ».
- « Gares et chemins de fer oubliés (4) Ligne Rosheim – Saint-Nabor », article des Dernières Nouvelles d'Alsace du 2 août 2012.
- « Terminus ou nouveau départ ? », article des Dernières Nouvelles d'Alsace du 2 août 2012.
- « Petite histoire », article des Dernières Nouvelles d'Alsace du 2 août 2012.
- [PDF] Le train et le tram de Bœrsch, dans Notre Ville n°16, mars 2010
- Le chemin de fer Ottrott - Rosheim Site internet